# 1577 Reiss
Az 1577 Reiss (ideiglenes jelöléssel 1949 BA) a Naprendszer kisbolygóövében található aszteroida. Louis Boyer fedezte fel 1949. január 19-én, Algírban.